# Loch Kernsary
Loch Kernsary är en sjö i civil parish Gairloch, i Storbritannien. Den ligger i rådsområdet Highland och riksdelen Skottland, i den nordvästra delen av landet, 23 km från Ullapool. Arean är 0,93 kvadratkilometer.